# Wielki Step

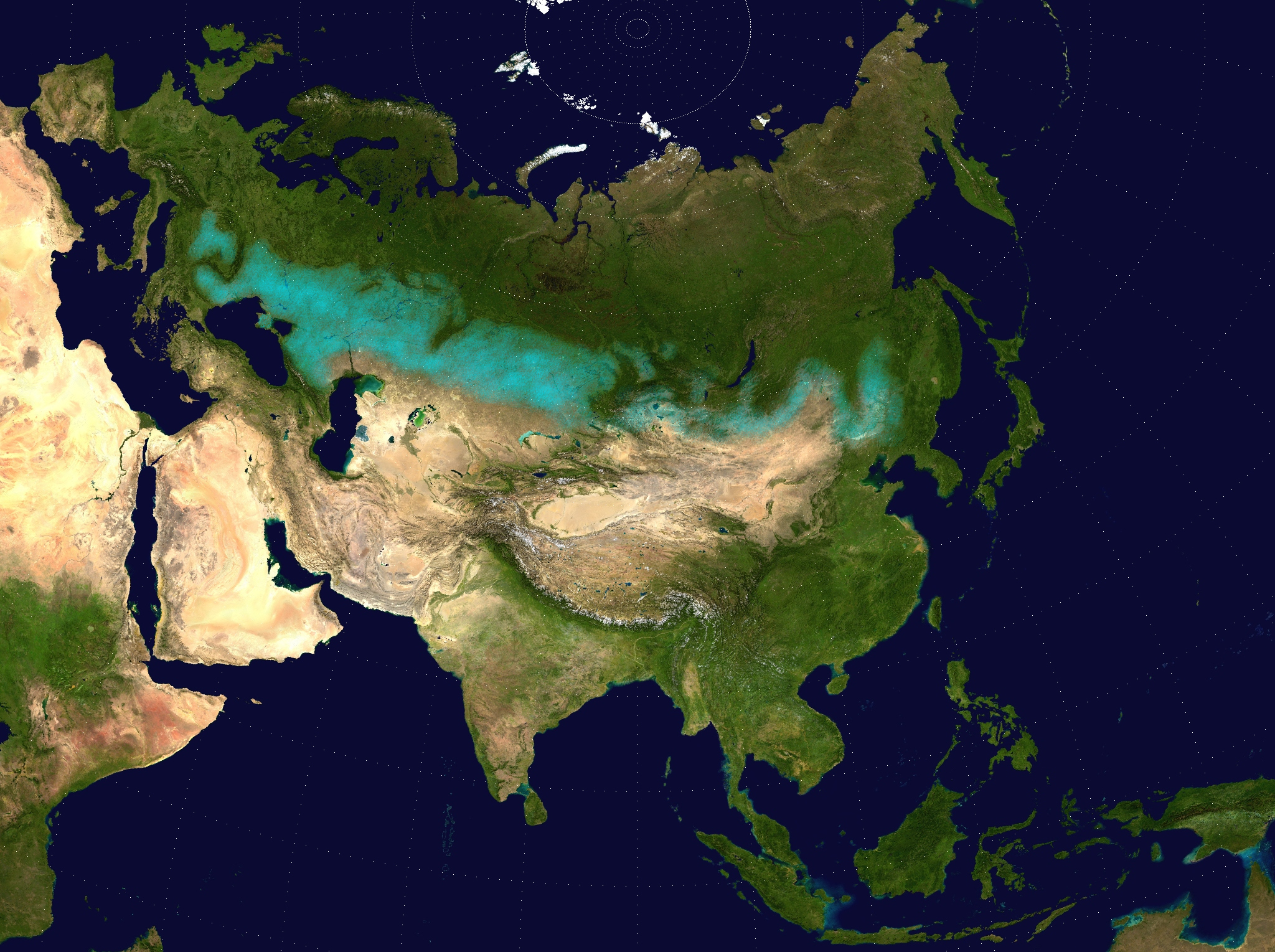

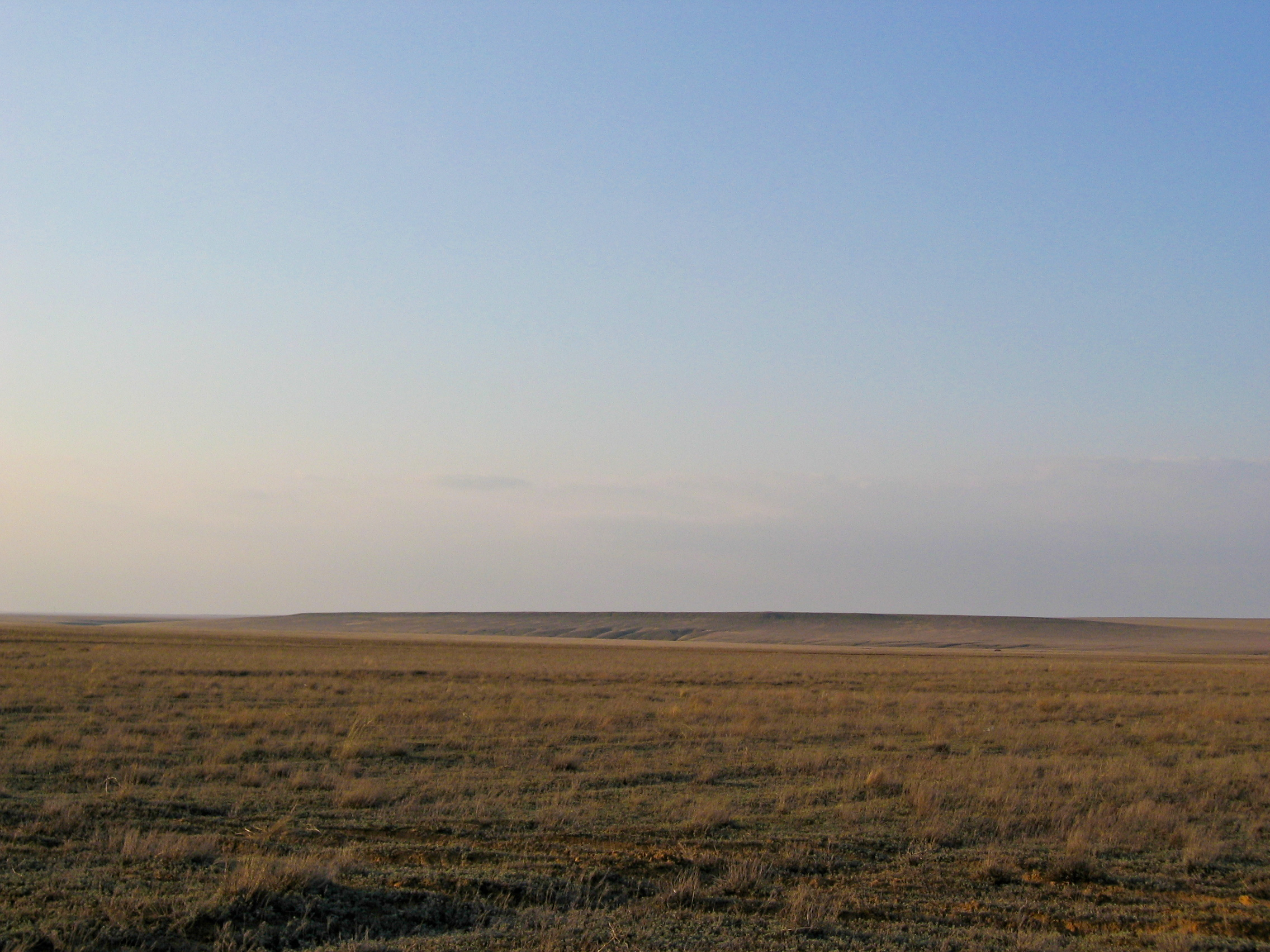
Step zachodniego Kazachstanu wczesną wiosną

Wielki Step – ogólna nazwa obszaru geograficzno-historycznego, na który składa się ciągły pas stepu zaczynający się od ujścia Dunaju, przechodzący przez Europę południowo-wschodnią i Azję Centralną, a kończący się na pograniczu Mandżurii i Korei.
Wielki Step jest największym obszarem roślinności stepowej na kuli ziemskiej, niemal pięciokrotnie większym od amerykańskich Wielkich Równin i wielokrotnie większym od obszaru Patagonii.
Na obszarze całego Wielkiego Stepu występują bardzo podobne warunki klimatyczno-geograficzne. Są to upalne lata i mroźne zimy połączone z niewielką ilością opadów i silnymi wiatrami. Tereny te nie są jednak zupełnymi pustyniami, gdyż występujące na nich minimalne opady deszczu umożliwiają wegetację roślin trawiastych.
Z powodu tych warunków klimatycznych na Wielkim Stepie jedyną formą gospodarki naturalnej jest hodowla owiec i bydła wymagająca ciągłego przemieszczania się w poszukiwaniu świeżych terenów do wypasu zwierząt.

## Podział Wielkiego Stepu
Wielki Step dzieli się na mniejsze regiony, zróżnicowane pod względem wysokości nad poziomem morza, klimatu, rzeźby terenu oraz życia roślinnego i zwierzęcego (poniższy podział jest używany przez World Wide Fund for Nature): 
- Step Pontyjski (Mołdawia, Ukraina, Rosja)
- Lasostep Kazachski (Rosja, Kazachstan)
- Step Kazachski (Rosja, Kazachstan)
- Wysoczyzny Kazachskie (Kazachstan)
- Step Ałajsko-Zachodniotienszański (Kazachstan, Tadżykistan, Uzbekistan)
- Suchy Step Podnóża Tienszanu (Kazachstan, Kirgistan, Chiny)
- Step Doliny Emin (Kazachstan, Chiny)
- Step Ałtajski (Kazachstan)
- Sajański Step Śródgórski (Rosja)
- Lasostep Południowosyberyjski (Rosja)
- Lasostep Selengijsko-Orchoński (Rosja, Mongolia)
- Step Mongolsko-Mandżurski (Rosja, Mongolia, Chiny)
- Lasostep Dauryjski (Rosja, Mongolia, Chiny)

## Osadnictwo Wielkiego Stepu
Wielki Step miał ogromne znaczenie dla historii Azji i Europy. Ze względu na to, że na obszarze tym niemożliwe jest osiadłe rolnictwo, nie powstały tu nigdy silne struktury państwowe, a ludność tego obszaru przemieszczała się przez tysiące lat w niekontrolowany przez nikogo sposób. Często, zwłaszcza w okresie suszy, ludność zamieszkująca Wielki Step łączyła się w zbrojne struktury zwane ordami, które napadały na kraje graniczące z Wielkim Stepem, wpływając w istotny sposób na ich historię. Dotyczy to zwłaszcza Rosji, Chin, Bizancjum i Persji.
Aby zrozumieć mechanizm powstawania ord, należy prześledzić mechanizmy powstawania struktur społecznych na Wielkim Stepie. Warunki klimatyczne wymuszały na społecznościach Wielkiego Stepu jednakowy i niezależny od kultury sposób życia i, co za tym idzie, jednakowe struktury. Struktury te to:
- wspólnota rodowa zwana też aułem – podstawowa jednostka społeczna na stepie, składająca się z od 20 do 100 pasterzy z rodzinami. W obrębie jednego rodu własność bydła, owiec i koni była wspólna i wspólnie za nią też odpowiadano. Auł składa się z kolonii namiotów – jurt (zwykle po jednej dla każdej rodziny) oraz kręgu pastwiskowego okrążającego koncentrycznie tę kolonię,
- wspólnota plemienna – tworzyły je z sobą wszystkie spokrewnione auły. Zwykle w ramach plemienia dawało się wyróżnić auł wiodący – który był rodzajem "aułu-matki", czyli pierwotnego aułu, z którego poprzez mechanizm dzielenia powstawały wszystkie pozostałe. W ramach wspólnoty plemiennej występował rodzaj słabej solidarności między aułami – tzn. gdy dane plemię wchodziło w konflikt z innym, następowało chwilowe jednoczenie się pasterzy z całego plemienia przeciw wspólnemu wrogowi. Na ogół jednak, nawet w ramach jednego plemienia istniała stała konkurencja i walka o lepsze pastwiska uniemożliwiająca tworzenie stałych struktur społecznych ponad aułami,
- orda – w okresach suszy walka o pastwiska ulegała intensyfikacji, zarówno wewnątrz plemion, jak i pomiędzy nimi. Często zdarzało się, że przegrane auły, które nie mogły znaleźć wolnych pastwisk, z konieczności porzucały swoje stada, łączyły się w większe zgrupowania i zbrojnymi watahami napadały wciąż prosperujące auły, żyjąc już wyłącznie z rabunku. Watahy, które osiągały szczególnie duże sukcesy w rabunku, przyciągały do siebie kolejne przegrane w walce o pastwiska auły, co z jednej strony zwiększało ich potęgę wojskową, ale z drugiej strony wymuszało stałą eskalację rabunku, gdyż wszyscy członkowie ordy żyli przecież wyłącznie z tego. Raz rozpoczęty proces powstawania ordy trwał więc stale aż do momentu, gdy orda natrafiła na silniejszego od siebie przeciwnika. W okresach suszy, kiedy napływ nowych aułów do ordy był duży, a opór aułów wciąż utrzymujących się z pasterstwa był słaby, całe plemiona przekształcały się w ordy. Orda taka podporządkowywała sobie najpierw inne, okoliczne plemiona, a gdy nie było już kogo rabować na terenie Wielkiego Stepu, jej atak kierował się na ościenne państwa z osiadłą gospodarką rolną.